# Йонийски стил
Йонийският стил (наричан още Йонийски ордер) е един от трите класически стила в архитектурата. Другите два са дорийският и коринтският.

## История
Появата на Йонийския стил датира от средата на 6 век пр.н.е. в Йония, югозападното крайбрежие и островите на Мала Азия, населени от йонийски гърци, където се говори йонийският диалект. Следи от този архитектурен стил във вътрешността на Гърция се наблюдават от 5 век пр.н.е. Първият от великите йонийски храмове, въпреки че просъществува само едно десетилетие преди да бъде срутен от земетръс, е храмът на Хера в Самос, построен около 560 г. пр.н.е. от архитекта Ройкос. По-дълго запазен е храмът на Артемида в Ефес, (днешна Турция), също в йонийски стил, едно от Седемте чудеса на света.

## Особености
За разлика от гръцко-дорийския стил, Йонийските колони обикновено се полагат върху база, която разделя тялото на колоната от стилобата или платформата. Капителът на йонийската колона съдържа специфични спираловидни елементи в четирите си края, наричани волути. Първоначално тези волути лежат в една равнина, но впоследствие се изработват в четирите края на колоната, под ъгъл срямо капитела. Тази характерност на йонийската колона я прави по-гъвкава и задоволителна от дорийската за критичните погледи през 4 век пр.н.е. – поставянето на 4 волути на всяка колона осигурява еднакъв изглед от всичките ѝ страни.
Ренесансовият архитект и теоретик Винченцо Скамози, живял през 16 век, проектира версия на перфектен четиристранен йонийски капител. Тази версия става толкова стандартна, че когато йонийската колона бива възродена при Гръцкото Възраждане през 18 век, тя е посрещната като архаично свежа и примитивна.
Под волутите, йонийската колона може да има широка яка, разделяща капитела от тялото с канелюрите, както е в замъка Кооле. Може да има чепка плодове или цветя, завъртяни по такъв начин, че да оформят волутите. След ранните експерименти с 16 жлеба, броят на канелюрите на ствола на колоната е определен на 24. Тази стандартизация поставя жлебовете в сходна пропорция с диаметъра на колона от всякакъв размер, дори когато височината и е увеличена. Римската изработка на канелюрите се различава от гръцката – между тях римляните не оставят промеждутък от повърхността на колоната, а гърците ги правят плътно един до друг, при което се получава остър ръб, който лесно се чупи.
Йонийската колона винаги е по-деликатна от дорийската. Височината на йонийските колони е осем-девет пъти колкото диаметъра им, понякога дори повече, както е в колониите на Атебелия. Въпреки че йонийските колони обикновено имат канелюри, не всички се придържат към стандартизацията – Иниго Джоунс прави гладки йонийски колони в проекта си за банкетната къща в Уайтхол Палас, Лондон, а архитект Джон Ръсел Поуп иска да изрази мъжествената енергия, комбинирана с интелекта на Теодор Рузвелт и затова оставя колоните на Рузвелтския мемориал в Американския исторчески музей без жлебове – подобна архитектура изглежда по-силна и извисена.
Характерна особеност на йонийския ордер са волутите в капитела, които са обект на много теоретични и практически разногласия, базиращи се на кратко и смътно описание на Витрувий.
Антаблеманът има три части – чист архитрав, разделен на два, или три пръстена (фасции), фриз, който може да бъде богато скулптрипан, и корниз, изграден от дентикули (приличащи на близко разположени краища на напречни греди).
Йонийският стил често се характеризира с изобразителен, разказвателен фриз, за разлика от триглифите и метопите при дорийския ордер. Римската и ренесансовата практика намаляват височината на антаблемана, намалявайки пропорциите на архитрива, което прави фриза по-забележим.
Витрувий описва, че дорийския ордер има пропорции, близки до тези на мъжкото тяло, а йонийският разчита на по-елегантни и женствени пропорции. Въпреки че не се споменава името на цитирания документ, се смята че подобна традиция е завещана от елинските архитекти, например Хермоген от Приена, архитект на храма на Артемида в Ефес.
Ренесансовите теоретици в областта на архитектурата, базирайки се на тази бележка, интерпретират йонийския ордер като по-представителен от дорийския, и по-малко женствен от коринтския. Йонийският стил е присъщ на библиотеки и съдилища от пост-ренесансовата епоха. Малкото оцелели архитектурни документи от времето преди Витрувий, не дават информация дали е имало подобни интерпретации през 5 и 4 век пр.н.е.
Партенонът, въпреки че стриктно спазва дорийския ордер, съдържа също йонийски елементи. Чисто йонийски форми се откриват в Ерехтейона. Друга характерна особеност в Ерехтейона е, че колоните за първи път са сменени със скулптурни фигури, наричани кариатиди.
От 17 век насам, много хора възхваляват и копират йонийската версия, която може да се види в храма „Щастието на Вирилий“ в Рим, където за първи път се появява детайлно изсичане на Антоин Десгод.
Йонийският ордер се дели на два типа: малоазиатски, който е по-старият, и атически, свързан с изграждането на най-важния паметник на древногръцката култура - атинския Акропол. При атическия ионийски ордер силно влияние оказват традициите на местните строители. Основни разлики в двата подвида са оформянето на основата на колоната. При капитела в Мала Азия завършва с лесбийска кима, а в Атика – с йонийска. В Малоазийския вид липсва фриз – там той е заместен от дентикул или зъборез.